# 路易斯维尔 (内布拉斯加州)
路易斯维尔（英語：Louisville）是美国內布拉斯加州卡斯縣的一个城市，2010年的人口为1,106人。